# 萊巴嫩鎮區 (新澤西州)
萊巴嫩鎮區（英語：Lebanon Township）是位於美國新澤西州亨特登縣的一個鎮區。

## 地方資料
萊巴嫩鎮區的面積為82.05平方千米，當中陸地面積為81.40平方千米，而水域面積為0.65平方千米。根據2020年美國人口普查的數據，當地共有人口6195人，而人口密度為每平方千米75.5人。